# Guma
Guma (настоящее имя — Анастасия Станиславовна Гуменюк; род. 21 февраля 1997, Когалым) — российская певица.

## Биография
Родилась 21 февраля 1997 года в Когалыме. В 2001 году вместе с родителями переехала в Москву. Там же в 2015 году окончила среднюю школу, а в 2019 году — факультет логистики и общетранспортных проблем МАДИ.
В 2019 году начала карьеру профессиональной певицы. Сочиняет и исполняет песни в жанрах современной поп-музыки, R&B и хип-хопа. Первым выпущенным синглом стала песня «Две луны».
Сотрудничает с лейблами Warner Music Russia, Sputnik Records и Full Music.
В августе 2021 года выпустила сингл «Стеклянная», занявший первые строчки в чартах ВКонтакте, Яндекс Музыка, Apple Music, Spotify, установив рекорд и став первой российской исполнительницей, которой удалось этого добиться.
Позже были записаны дуэт с Лёшой Свиком «Стеклянная 2», занявший 2 место в чарте Яндекс Музыка; песня «Не надо так», занявшая 7 место в Яндекс Музыка; песня «Холодно».
По итогам 2021 года Guma была названа «Открытием года» по версии Яндекс Музыка.
В 2022 году певица продолжила регулярно выпускать новые песни, среди которых «Близко, но далеко», «Похитительница снов», «Гори» и другие.
Выступала на шоу «Вечерний Ургант», фестивалях «VK Fest», «Белые ночи Санкт-Петербурга», «Московский выпускной 2022» и других концертах.

## Дискография

### Синглы
- 2019 — «Две луны»
- 2020 — «Да да да»
- 2020 — «Паническая атака»
- 2020 — «Masquerade»
- 2020 — «Одному»
- 2021 — «Драма»
- 2021 — «Вечеринка»
- 2021 — «Метели» (feat. Temnee)
- 2021 — «Стеклянная»
- 2021 — «Стеклянная 2» (feat. Лёша Свик)
- 2021 — «Не надо так»
- 2021 — «Холодно»
- 2022 — «Близко, но далеко»
- 2022 — «Выше неба»
- 2022 — «Похитительница снов»
- 2022 — «Луна»
- 2022 — «Тону» (feat. Temnee)
- 2022 — «Гори»
- 2022 — «На берегу»
- 2023 — «Притяжение» (feat. КУОК)
- 2023 — «Иду»